# Pico de Ana Ferreira
O Pico de Ana Ferreira é o ponto mais alto da parte ocidental da ilha do Porto Santo, com 283 metros de altitude. No seu pico desenvolve-se um espectacular conjunto de colunas prismáticas, causadas pelas actividades vulcânicas há milhares de anos.